# The Reykjavík Grapevine
The Reykjavík Grapevine — исландский журнал, выпускающийся в Рейкьявике на английском языке, а также онлайн-газета. Целевая аудитория в основном состоит из иностранцев, иммигрантов, международных студентов, исландской молодёжи и туристов. Выпуски журнала выходят круглый год: раз в две недели с марта по октябрь и раз в месяц с ноября по февраль.
Первый выпуск журнала вышел 13 июня 2003 года. Редакторами первых шести выпусков были Йоун Трёйсти Сигюрдарсон и Валюр Гюннарссон. На следующий год тираж журнала вырос с 25 000 до 30 101 экземпляров. Через год редактором журнала стал американец Барт Кэмерон. В 2006 году при его участии был издан путеводитель по Рейкьявику «Inside Reykjavik: the Grapevine Guide».
После Кэмерона редакторами журнала были Свейдн Биркир Бьёднссон, Хёйкюр С. Магнуссон, Анна Андерсен, Хельга Тоурей Йоунсдоуттир, Свейнбьёдн Паульссон и снова Йоун Трёйсти Сигюрдарсон. Нынешний редактор — Валюр Греттиссон.
В течение нескольких лет на время проведения фестиваля Iceland Airwaves журнал переходил на ежедневный режим публикаций выпусков, в которых большое внимание уделялось материалам на музыкальную тематику. С 2016 по 2019 год также выходили специальные выпуски, посвящённые данному фестивалю, а также начали публиковаться путеводители по Рейкьявику Best of Reykjavík, выпускавшиеся четыре раза в год. За ними последовал выпуск путеводителя Best of Iceland, выходившего три раза в год.
Благодаря относительно продолжительному существованию, журнал стал считаться уникальным англоязычным изданием об Исландии, на которые любят ссылаться международные СМИ. В частности, мировую известность приобрело освещение журналом чемпионата Европы по футболу 2016 года посредством постов в Твиттере.